# 第二巡防艦分艦隊
第二巡防艦分艦隊（2nd Frigate Squadron (United Kingdom)）是英國皇家海軍的一支分艦隊，其存在時期從1947年至2002年。 

## 歷史
第二巡防分艦隊所屬艦艇包括：黑天鵝級護衛艦、15型巡防艦、16型巡防艦、利安德級巡防艦及22型巡防艦。
第二巡防艦分艦隊的基地位於德文港海軍基地。 

## 1977年銀禧
在1977年6月24日至29日為慶祝英國女王伊莉莎白二世登基銀禧紀念所舉辦的銀禧海上閱兵式上，第二巡防艦分艦隊出動的艦隻如下：
HMS阿波羅號巡防艦。
HMS哈迪號巡防艦。
HMS托基號巡防艦。 
HMS登打士號巡防艦。

## 解散
第二巡防艦分艦隊於2002年3月解散。 